# Pierre de Banac
Pierre de Banac (Saint-Bonnet-de-Bellac, 1330 circa – Viterbo, 7 ottobre 1369) è stato un cardinale e vescovo cattolico francese.

## Biografia
Il 13 ottobre 1363 fu nominato abate, forse commendatario, del monastero benedettino  di Montmajour; fu poi in successione arcidiacono del capitolo della cattedrale di Comminges, referendario del papa. Ricevette gli ordini minori solo quando fu promosso all'episcopato. Il 14 agosto 1348 fu eletto vescovo di Castres.
Fu creato cardinale presbitero di San Lorenzo in Damaso nel concistoro del 22 settembre 1368; fu l'unico nuovo cardinale presente.
Morì il 7 ottobre 1369 a Viterbo di peste. Il suo corpo fu trasferito a Montmajour e sepolto nella locale chiesa degli Eremitani.